# Papež Evgen IV.
Papež Evgen IV., rojen kot Gabriele Condulmer, je bil italijanski katoliški duhovnik, škof, kardinal in papež, * 1383 Benetke (Beneška republika; † 23. februar 1447, Rim (Papeška država).

## Življenjepis
Gabrijel (=Gabriele) Condulmer se je rodil 1383; oče je bil beneški plemenitaš Angelo, mati pa Bariola, hčerka Nikolaja (=Niccolò) Correr ter sestra Gregorja XII. , ki je papeževal (rimska veja) od 1406 do 1415, ko se je prostovoljno odpovedal papeštvu na Konstanškem koncilu, ki ga je poprej še zakonito sklical. Po Platinovem pripovedovanju je povzdignjenje strica Angela Correra kot Gregorja XII. na papeški prestol spodbudilo njegovega nečaka Gabrijela, da se je odločil za vstop v škofijsko cerkveno službo, ki jo je nato nadaljeval kot regularni kanonik avguštinec v samostanu San Giorgio in Alga na otoku v beneški laguni, kjer je bil kanonik tudi njegov nečak Antonio Correr. 

Zaradi njegove velike pobožnosti in iskrene želje po dokončanju razkola so kardinali na konklavah po smrti Inocenca VII. enodušno izvolili za papeža  Angela Correra 30. novembra, ki si je privzel ime Gregor XII.; umeščen in kronan je bil 19. decembra 1406. Takoj po izvolitvi je poklical ta nečaka v Rim. Kot kanonik v Veroni je postal Gabrijel papeški protonotar in zakladničar; prejel je tudi druge nadarbine in 30. decembra 1407 postal sienski škof pri dvajsetih letih s pomočjo spregleda, saj še ni bil dopolnil predpisaih 25 let. Tukaj je imel stalne težave zaradi protipapeža Benedikta XIII. in že naslednje leto ga je papež Gregor XII. imenoval 9. maja 1408 za kardinala-duhovnika pri San Clemente. 

## Papež
Gabrijel Condulmer je ob vsaki priložnosti poudarjal, da sta krščanstvu zelo potrebni enotnost in solidarnost. 3. marca 1431 je bil na konklavu v Rimu enoglasno izvoljen za papeža in si je privzel ime Evgen IV.; ustoličili in kronali so ga 11. marca. Ohranjanje in utrjevanje krščanske edinosti mu bo povzročalo skozi celo papeževanje večje skrbi kot stalni razbojniški napadi na Papeško državo in hudi spori z mogočno rimsko rodovino Colonnovih, ki ji je pripadal in si jih še posebej pridobival z izkazovanjem naklonjenosti in podeljevanjem služb in nadarbin njegov predhodnik papež Benedikt XII., ki je tudi izhajal iz te papežem sicer sovražne rodbnine – in je to potrjeval z izrazitim nepotizmom, s katerim si je utrdil oblast Rimu po dolgoletnem zahodnem razkolu, ki je še bolj omajal papeški ugled. 

Evgen glede rimskega vprašanja ni imel srečne roke in ni začel s spravo, ampak se je že takoj v začetku spopadel s Colonnovimi; lahko se je sicer naslonil na njihove starodavne sovražnike iz rodbine Orsini, vendar mu je svobodomiselno rimsko ljudstvo stalno nasprotovalo.

## Florentinski koncil

### Koncil v Paviji in Sieni
V duhu konstanškega koncilskega odloka Frequens je papež Martin V. sklical koncil v Pavijo za 2. februar 1423 – pet let po koncu le-tega. V mesto je prišlo le malo škofov, zbruhnila je pa tudi uničevalna kuga. Papež je bil prisiljen prestaviti koncil v Sieno. Tukaj so imeli le eno omembe vredno sejo, ko so 8. novembra 1423 ponovno obsodili Husovo in Wyclifovo herezijo. Različne narodnosti pa so se na tem koncilu med seboj tako sporekle, da ga je papež razpustil že 26. februarja 1424 ter določil za naslednje koncilsko mesto Bazel. Papež je sicer svojevoljno (motu proprio) izdal nekaj prenovitvenih odlokov, vendar je konciliaristično usmerjeno evropsko javno mnenje, kakor tudi cesar Sigismund, zahtevalo koncil. Zato je že določil za njegovega predsednika Cesarinija , ko ga je 20. februarja 1431 kap. 

### Koncil v Bazlu
Na dan svoje izvolitve 3. marca 1431 je kardinala Julijana Cesarinija imenoval za predsednika koncila v Bazlu, ki ga je sklical že njegov predhodnik. Na dan odprtja – koncil naj bi se začel 7. marca 1431 – ni prišel v Bazel niti en prelat. Ko je prišel tja septembra Cesarini, je tam našel le 3 škofe in 7 opatov.Ob skromni udeležbi je koncil vseeno začel zasedati in je takoj potrdil konciliaristične odloke konstanškega koncila, med njimi tudi premoč koncila nad papežem. Zato je Cesariniju papež naročil, naj koncil odloži za poldrugo leto in določil za koncilsko mesto Bologno, zlasti zato, ker je to bolj ustrezalo ekumenskemu delu z Grki, ki naj bi privedlo do cerkvenega zedinjenja Carigrada z Rimom. Zborovalci v Bazlu pa se niso vdali, ampak so začeli pogovore s husiti, kar je pripeljalo do premirja. Zaradi vse ostrejše konciliaristične osti je Evgen IV. z bulo »Quoniam alto« z dne 18. decembra 1431 koncil preprosto razpustil. Evgen je decembra zasedanje koncila sicer sklenil, vendar je pod pritiskom večine kardinalov in številnih svetnih knezov moral popustiti in koncil je nadaljeval svoje delo. V okviru prizadevanj za prenovo »glave in udov« (»reformatio in capite et membris«) v Cerkvi je predložil nov način volitve papeža, število kardinalov je omejil na 24 in določil, da noben narod ne sme imeti več od ene tretjine kardinalov. Ko je prišlo na vrsto vprašanje zedinjenja z vzhodno Cerkvijo, so se ponovno pojavila razhajanja. Del udeležencev je zahteval, naj o tem razpravljajo v Bazlu, manjšina skupaj s papežem je za te pogovore predlagala kako italijansko mesto. Evgen IV. je 1438 res prenesel koncil najprej v Ferraro in potem v Florenco.  

### Florentinska unija – njen uspeh in neuspeh
Povod za sklicanje koncila in izbiro mesta je narekovala torej obojestranska želja: papeža in cesarja -  po krščanskem zedinjenju med Rimom in Carigradom. 
V skrajni stiski – ko je bila že okrog in okrog obkoljena od Turkov – se je država še enkrat zatekla na zahod po podporo. Pod vplivom cesarja Janeza VIII. (1425 — 1448) so – po smrti patriarha Jožefa v Florenci – cesar ter nekateri grški škofje podpisali unijo florentinskega cerkvenega zbora. Bula Lætentur cæli z dne 6. julija 1439 – ki jo še sedaj ljubosumno čuvajo v Florenci – je tako postala pričevalna listina o zedinjenju vzhodnih (carigrajskih) kristjanov z Rimom.
To je bil sicer presenteljivo velik uspeh, ki je utrdil omajani papeški ugled. Žal pa zedinjenje z Grki – kljub velikemu veselju na obeh straneh ob njegovem podpisu – ni bilo dolgotrajno. Grško ljudstvo, duhovščina in menihi so mu tako nasprotovali, da ga v Carigradu ni bilo mogoče razglasiti. Šele 1452 ga je pod cesarjevim varstvom v Carigradu objavil tedanji rimski kardinal Izidor – metropolit kijevski. Ljudstvo pa je bilo tako nahujskano, da se je ogibalo Sofijine cerkve, v kateri je bila unija razglašena; vse je vpilo: »Boljši turban kot tiara!«, da je torej boljše turško gospostvo kakor papeški in latinski jarem. Po neuspeli bitki pri Varni 1444 – ko so bili križarji hudo poraženi – je bila usoda Carigrada zapečatena; z naskokom so ga zlahka zasedli in ko je padel v turške roke 1453, je doživel strašno maščevanje: pokole, rušenja cerkva ter samostanov. Grški patriarhi so postali sužnji turške vlade, ki je spoznala, da so oni dobri zavezniki njenega despotizma; zato je rada podpirala razkolnike nasproti katoličanom. S pomočjo turške vlade se je vzdrževala grška cerkev v turškem cesarstvu; s turško pomočjo se je borila proti katoličanom in tudi pravoslavcem drugih narovdov; izpodrivala je domače duhovstvo pri Srbih in Bolgarih.  
Takoj po podpisu unije so Grki odpotovali. Sledili pa so pogovori še z drugimi vzhodnimi kristjani in privedli do novih nepričakovnih uspehov. S podpisom bule Laudate Deum z dne 22. novembra 1439 je prišlo na 8. seji do zedinjenja z Armenci, a s podpisom bule Cantate Domino z dne 4. februarja 1441 je dobil veljavo odlok o zedinjenju za Egiptovske in Etiopske kopte. Osrednja vsebina tega odloka je starodavno geslo Extra Ecclesiam nulla salus - »zunaj Cerkve ni zveličanja« - , kar v praksi pomeni, da je povezanost s katoliško Cerkvijo nujno potrebna za zveličanje. Da te unije niso bile trajne, je pripisati tudi nepovezanosti med njimi in Rimom, saj so bile te dežele in njihova okolica pod dolgotrajno muslimansko zasedbo. Le-tem je krščanska nesloga verjetno ustrezala, kot piše tudi v koranu (7. stoletje): 
Mi smo zavezo sprejeli tudi od tistih, ki pravijo: »Mi smo kristjani«; vendar so oni dober del tega, s čimer so bili opominjani, izostavili. Zato smo mednje vnesli črtenje in sovraštvo, ki bo trajalo do sodnega dneva. 

## Dela

### Obsodba suženjstva
Evgen IV. je nastopil odločno zoper suženjstvo, ki so ga izvajali Španci nad ljudstvom Kanarskih otokov Gvanki, ko so 1402 otoke zasedli in ujeli njihovega kralja domorodca. 

13. januarja 1435 je v Florenci objavil bulo Sicut dudum, kjer je pod kaznijo izobčenja prepovedal suženjstvo in med drugim zapisal: 
»Te osebe je treba popolnoma in za trajno osvoboditi in jih je treba izpustiti brez odškodnine ali odkupnine.« Za bulo pa se nekateri bogati Španci sploh niso zmenili in so nadaljevali zasužnjevati črnopolto prebivalstvo meneč, da ne gre za ljudi, ampak za stvari, ki nimajo pameti, torej za neko vrsto živali. 

### Bule
Njegova največja skrb je bilo ohranjanje težko pridobljene krščanske enotnosti, ki sta jo v temeljih pretresala Zahodni razkol in konciliarizem. Njune posledice so se opažale zlasti na Bazelskem koncilu, ki je bil pravzaprav del Florentinskega koncila. V vseh svojh govorih in bulah je stalno poudarjal, da koncil nima oblasti nad papežem in da je papež naslednik apostola Petra ter zato Kristusov namestnik na zemlji. 
1. Quoniam alto z dne 18. decembra 1431 – razpustitev Bazelskega koncila
2. Dudum sacrum z dne 15. decembra 1433 – naknadna potrditev zakonitosti Bazelskega koncila
3. Creator omnium z dne 17. decembra 1434 – Bog je vse ljudi ustvaril svobodne, zato jim je treba zagotoviti prostost (skoraj enaka buli Sicut dudum)
4. Sicut dudum z dne 13. januarja 1435 bula – zoper suženjstvo.
5. Lætentur cæli z dne 6. julija 1439 – listina o zedinjenju vzhodnih (carigrajskih) pravoslavcev z Rimom
6. Moyses vir Dei z dne 4. septembra 1439 – papežev odgovor na njegovo odstavitev, ki jo je uprizoril Bazelski koncil.
7. Doctoris gentium z dne 18. septembra 1439 – ponovno razpusti Bazelski koncil, ker je 25. junija 1439 odstavil Evgena in izvolil 5. novembra 1439 protipapeža Feliksa V.
8. Laudate Deum z dne 22. novembra 1439 - Bula zedinjenja z Armenci, 8. seja na Florentinskem koncilu.
9. Cantate Domino z dne 4. februarja 1441 (po florentiskem koledarju 1442) – odlok o zedinjenju za Egiptsvske in Etiopske kopte. Extra Ecclesiam nulla salus (»zunaj Cerkve ni zveličanja« tj., povezanost s katoliško Cerkvijo je nujno potrebna za zveličanje)
10. Frankfurtski ali Prinčevski sporazum (en: Frankfort or Princes' Concordat) z dne 7. februarja 1447) – štiri bule, ki popuščajo nemškim konciliarističnim predlogom
11. Bulla Salvatoria, prav tako z dne 7. februarja 1447 – v kateri poudarja, da prekliče vsako zadevo, ki bi bila v nasprotju z učenjem cerkvenih očetov in prvenstvenim položajem Apostolskega sedeža.

## Smrt in spomin
Umrl je 23. februarja 1447 v Rimu (Papeška država. Pokopali so ga v Baziliki sv. Petra. 

Pozneje so njegove zemeljske ostanke prenesli v cerkev San Salvatore in Lauro, kjer so mu postavili veličasten spomenik. 